# Dör
Dör is een plaats (község) en gemeente in het Hongaarse comitaat Győr-Moson-Sopron. Dör telt 573 inwoners (2001).